# Bumhan Industries
Bumhan Industries est une entreprise fondée en 1990 et située dans le Gyeongsang du Sud, en Corée du Sud. Elle est spécialisée dans les compresseurs d’air à haute pression, les piles à combustible à hydrogène, l’énergie et les câbles électriques. Bumhan Industries est le numéro un sur le marché coréen des compresseurs d’air. L’entreprise est également engagée dans la production et la vente de piles à combustible, à usage militaire et civil, par l’intermédiaire de Bumhan Fuel Cell. Elle possède une technologie exclusive pour la production de modules de piles à combustible sous-marines. Bumhan s’efforce de devenir une entreprise spécialisée dans les énergies renouvelables, stimulant l’activité des piles à combustible à hydrogène, son futur moteur de croissance. Les technologies basées sur l’hydrogène et les piles à combustible se développent rapidement en Corée du Sud, comme moyen de réduire la dépendance aux combustibles fossiles et de passer à des sources d’énergie plus durables. En 2018, Bumhan Industries a signé un accord avec PowerCell Sweden AB pour être le nouveau distributeur et fournisseur de services de PowerCell sur le marché sud-coréen. Bumhan Industries a également intégré les piles à combustible PowerCells à son offre de produits dans la production combinée de chaleur et d’électricité. 
Bumhan Fuel Cell a réalisé en juin 2022 une introduction en bourse pour un montant de 85,44 milliards de wons coréens.
En juin 2022, Doosan Enerbility a accepté de vendre sa filiale Doosan Mecatec à un consortium composé de Bumhan Industries et de Metistone Equity Partners, une société coréenne de capital-investissement d’amélioration de la valeur, dont le siège est à Changwon, dans la province du Gyeongsang du Sud. L’acquisition de Doosan Mecatec a été officiellement annoncée le 3 juin 2022 par Doosan Enerbility. Doosan Enerbility a annoncé qu’elle transférerait les 5 521 414 actions de Doosan Mecatec pour 150 milliards de wons. L’objectif de la vente était d’accélérer la transformation de Doosan en une entreprise énergétique respectueuse de l’environnement et d’améliorer la solidité de sa structure financière. Fondée en 1964, Doosan Mecatec est l’un des principaux fabricants mondiaux d’équipements de traitement chimique (CPE : Chemical Process Equipment) pour les secteurs de la chimie et de l’énergie. Mecatec fournit la gamme complète de CPE, y compris des équipements statiques pour les usines pétrolières, gazières et pétrochimiques, telles que les cuves sous pression, les réacteurs et les échangeurs de chaleur. Mecatec est le numéro un mondial pour les récipients sous pression à grande et ultra-grande échelle. Mecatec renforce aussi sa position sur le marché des énergies renouvelables, avec sa technologie de pointe pour la capture du gaz carbonique. Après la finalisation de la transaction, Bumhan prévoit d’intégrer les technologies de Mecatec (CPE et liquéfaction de l’hydrogène) à ses activités existantes (compresseurs d’air et piles à combustible à hydrogène) afin de réaliser des synergies pour une croissance durable,.
Lors de l’exposition de défense DX Korea 2022, qui s’est tenue à Séoul, en Corée du Sud, en septembre 2022, Bumhan Fuel Cell a présenté sa technologie de pile à combustible à hydrogène pour le véhicule sous-marin sans pilote de lutte anti-sous-marine (ASWUUV) de la marine de la république de Corée (ROKN). Dans une interview accordée à Naval News, le vice-président de Bumhan, Hyun Khil Shin, a déclaré que la société espérait livrer le système à la marine sud-coréenne d’ici la fin des années 2020. Hyun Khil Shin, a déclaré que l’entreprise a déjà terminé les recherches initiales sur le système. La prochaine phase devant commencer entre 2023 et 2024, les dirigeants de l’entreprise sont convaincus qu’ils pourront fournir la technologie avant 2030. Selon Hyun, l’ASWUUV aura une autonomie allant jusqu’à un mois s’il utilise des piles à combustible à hydrogène. L’Agence pour le développement de la défense a testé avec succès l’ASWUUV en juin 2022, mais la ROKN n’a pas encore pris de décision quant au système de propulsion que l’ASWUUV utilisera.